# Olivier Spithakis
Olivier Spithakis est un homme politique et homme d'affaires français né à Marseille le 27 janvier 1956. Il a notamment été le directeur général de la mutuelle étudiante MNEF, et a été condamné à de la prison ferme dans le cadre de l'affaire de la MNEF.

## Biographie
Étudiant à Sup de Co Marseille et membre du Parti socialiste, Olivier Spithakis est devenu en 1979 le trésorier de la MNEF lors de sa prise de contrôle par les membres de l'Organisation communiste internationaliste (OCI), mouvement trotskyste lambertiste. Spithakis, membre à la fois du PS et de l'OCI durant les années 1970, est ensuite le logisticien de la campagne de François Mitterrand dans le sud-est lors de l'élection présidentielle de 1981.
Dès 1982, un rapport de la Cour des comptes critique la gestion pratiquée par les salariés de la MNEF. Olivier Spithakis, trésorier, semble être le plus menacé au sein de la mutuelle. En 1983, le contrôle de la Cour des comptes évoque déjà les indemnités versées aux administrateurs. Dans sa note sur la MUL (une filiale de la MNEF), la commission constate : « Ces éléments jettent un doute sérieux sur l'utilisation des cotisations versées par les adhérents ». En février 1983, Olivier Spithakis est pourtant nommé nouveau directeur général de la mutuelle étudiante.
Pendant près de quinze ans, les dérives de gestion de la MNEF sont innombrables : elles concernent les salaires (100 000 francs par mois) et émoluments d'Olivier Spithakis et d'autres dirigeants, l'embauche prioritaire des militants de l'UNEF-ID, liés d'une manière générale au mouvement trotskiste, puis intégrés dans le parti socialiste comme Jean-Christophe Cambadélis. Selon Atlantico, entre le généreux mécénat des diverses causes de l’Unef ou du Parti socialiste et les détournements purs et simples, la Mnef se voit privée chaque année de plus de 20 % de ses ressources.
À la fin des années 1990, Olivier Spithakis est mis en cause dans l'affaire de la MNEF. En mars 2004, dans le volet financier de l'affaire, il est condamné à deux ans de prison dont six mois avec sursis pour « complicité d'abus de biens sociaux, détournements de fonds publics et abus de confiance ». En juin 2006, dans le volet de l'affaire concernant les emplois fictifs de la mutuelle, il est condamné à deux ans avec sursis et 50 000 euros d'amende. Le procureur avait, dans son réquisitoire, dénoncé les pratiques « d'un clan et d'une tribu chargés de distribuer les prébendes ».
En mars 2006, devant la 11e chambre du tribunal correctionnel de Paris, soupçonné d'une éventuelle destruction de preuves au siège de la MNEF en 1998 attestée par les témoignages de plusieurs anciens salariés, Olivier Spithakis a fait une déclaration surprenante, affirmant avoir procédé à la destruction de « documents sensibles sur des jeunes susceptibles de troubler l'ordre public » portant sur des étudiants, documents élaborés « dans le cadre d'une collaboration avec le ministère de l'Intérieur » qui étaient à la recherche de terroristes islamistes. Selon lui, les dossiers détruits par ses soins comportaient en particulier une « liste des étudiants qui avaient fourni des informations »[réf. nécessaire].
En février 2017, le nom d'Olivier Spithakis est cité dans le cadre d'une enquête de journalistes sur une tentative de trafic d'influence avec le Qatar qu'aurait orchestré Jean-Marie Le Guen, alors secrétaire d'État chargé des relations avec le Parlement.